# Rudolf von Freydorf
Rudolf von Freydorf, född den 28 februari 1819 i Karlsruhe, död där den 15 november 1882, var en badensisk minister.
von Freydorf blev 1866 president i ministeriet för det storhertigliga huset och utrikesminister samt var från 1871 även justitieminister och badensisk fullmäktig i tyska Förbundsrådet. Han inlade stora förtjänster om Tyska rikets bildande. År 1876 drog han sig från det politiska livet. 